# 大拉本茨湖
大拉本茨湖（德語：Groß Labenzer See），是德國的湖泊，位於該國東北部，由梅克倫堡-前波美拉尼亞州負責管轄，處於西北梅克倫堡縣，長24.6公里、寬1.4公里，面積2.3平方公里，海拔高度25米，平均水深10.2米，最大水深34.9米。